# ITF Women’s Circuit 2018 (Oktober–Dezember)
In den folgenden Tabellen werden die Tennisturniere des vierten Quartals des ITF Women’s Circuit 2018 dargestellt.

## Turnierplan
| Kategorien |
| ---------- |
| $100.000   |
| $80.000    |
| $60.000    |
| $25.000    |
| $15.000    |

### Oktober
| Datum 1 | Turnierort                                         | Siegerin Einzel           | Siegerinnen Doppel                              |
| ------- | -------------------------------------------------- | ------------------------- | ----------------------------------------------- |
| 1.10.   | Stockton, CA                                       | Madison Brengle           | Hayley Carter Ena Shibahara                     |
| 1.10.   | Brisbane                                           | Xu Shilin                 | Maddison Inglis Kaylah McPhee                   |
| 1.10.   | Santa Margherita di Pula                           | Raluca Georgiana Șerban   | Amina Anschba Sopia Schapatawa                  |
| 1.10.   | Lagos                                              | Pranjala Yadlapalli       | Tereza Mihalíková Julia Terziyska               |
| 1.10.   | Óbidos                                             | Pemra Özgen               | Natalija Kostić Akiko Omae                      |
| 1.10.   | Charleston, SC                                     | Gabriela Talaba           | Sophie Chang Alexandra Mueller                  |
| 1.10.   | Sosopol                                            | Georgia Crăciun           | Alina Silitsch Anna Ukolowa                     |
| 1.10.   | Scharm asch-Schaich                                | Anastassija Suchotina     | Aleksandra Pitak Katarzyna Pitak                |
| 1.10.   | Herzlia                                            | Dia Ewtimowa              | Madeleine Kobelt Maya Tahan                     |
| 1.10.   | Telde                                              | Claudia Hoste Ferrer      | Klára Hájková Aneta Laboutková                  |
| 1.10.   | Monastir                                           | Constance Sibille         | Loudmilla Bencheikh Yasmine Mansouri            |
| 1.10.   | Antalya                                            | Oona Orpana               | Alise Cernecka Oona Orpana                      |
| 1.10.   | Tschornomorsk                                      | Anastasija Shoshyna       | Weronika Falkowska Anastasija Shoshyna          |
| 8.10.   | Toowoomba                                          | Zoe Hives                 | Freya Christie Erin Routliffe                   |
| 8.10.   | Cherbourg-en-Cotentin                              | Harmony Tan               | Katarzyna Piter Barbora Štefková                |
| 8.10.   | Santa Margherita di Pula                           | Martina Di Giuseppe       | Cristina Dinu Réka Luca Jani                    |
| 8.10.   | Makinohara                                         | Momoko Kobori             | Kanako Morisaki Minori Yonehara                 |
| 8.10.   | Lagos                                              | Pranjala Yadlapalli       | Julia Terziyska Rosalie van der Hoek            |
| 8.10.   | Óbidos                                             | Tereza Martincová         | Michaëlla Krajicek Ingrid Neel                  |
| 8.10.   | Riba-roja de Túria                                 | Marie Benoît              | Aliona Bolsova Zadoinov Despina Papamichail     |
| 8.10.   | Scharm asch-Schaich                                | Jacqueline Cabaj Awad     | Barbara Bonić Jelena Stojanovic                 |
| 8.10.   | Aschkelon                                          | Maya Tahan                | Anastassija Pribylowa Anna Pribylowa            |
| 8.10.   | Monastir                                           | Ilona Georgiana Ghioroaie | Silvia Njirić Miriana Tona                      |
| 8.10.   | Antalya                                            | Georgia Crăciun           | Georgia Crăciun Alena Fomina                    |
| 15.10.  | Suzhou ITF Womens Circuit Suzhou 2018              | Zheng Saisai              | Misaki Doi Nao Hibino                           |
| 15.10.  | Joué-lès-Tours                                     | Chloé Paquet              | Magdalena Fręch Bibiane Schoofs                 |
| 15.10.  | Santa Margherita di Pula                           | Sara Sorribes Tormo       | Martina Colmegna Federica Di Sarra              |
| 15.10.  | Hamamatsu                                          | Ayana Shimizu             | Erina Hayashi Miharu Imanishi                   |
| 15.10.  | Sevilla                                            | Anna Bondár               | Andrea Gámiz Paula Ormaechea                    |
| 15.10.  | Florence                                           | Bianca Andreescu          | Anna Danilina Ulrikke Eikeri                    |
| 15.10.  | Scharm asch-Schaich                                | Nastja Kolar              | Chelsea Vanhoutte Amber Washington              |
| 15.10.  | Ofakim                                             | Dia Ewtimowa              | Anastassija Pribylowa Anna Pribylowa            |
| 15.10.  | Cantanhede                                         | Manca Pislak              | Katharina Hering Manca Pislak                   |
| 15.10.  | Monastir                                           | Ilona Georgiana Ghioroaie | Ilona Georgiana Ghioroaie Miriana Tona          |
| 15.10.  | Antalya                                            | Emma Raducanu             | Johana Marková Magdaléna Pantůčková             |
| 22.10.  | Poitiers Internationaux Féminins de la Vienne 2018 | Viktorija Golubic         | Anna Blinkowa Alexandra Panowa                  |
| 22.10.  | Macon Mercer Tennis Classic 2018                   | Varvara Lepchenko         | Catherine McNally Jessica Pegula                |
| 22.10.  | Bendigo                                            | Priscilla Hon             | Ellen Perez Arina Rodionova                     |
| 22.10.  | Saguenay                                           | Katherine Sebov           | Tara Moore Conny Perrin                         |
| 22.10.  | Nanning                                            | Han Xinyun                | Kim Na-ri Ye Qiuyu                              |
| 22.10.  | Santa Margherita di Pula                           | Kaja Juvan                | Walentina Iwachnenko Anastasia Zarycká          |
| 22.10.  | Oslo                                               | Harriet Dart              | Harriet Dart Cornelia Lister                    |
| 22.10.  | Istanbul                                           | Raluca Georgiana Șerban   | Jekaterina Kasionowa Polina Monowa              |
| 22.10.  | Scharm asch-Schaich                                | Elena-Teodora Cadar       | Anna Morgina Jelena Stojanovic                  |
| 22.10.  | Lousada                                            | Francisca Jorge           | Katharina Hering Olga Parres Azcoitia           |
| 22.10.  | Stockholm                                          | Anastasia Kulikova        | Alexandra Viktorovitch Lisa Zaar                |
| 22.10.  | Monastir                                           | Nikola Tomanová           | Kristýna Hrabalová Nikola Tomanová              |
| 29.10.  | Tyler RBC Pro Challenge 2018                       | Whitney Osuigwe           | Nicole Gibbs Asia Muhammad                      |
| 29.10.  | Canberra                                           | Zoe Hives                 | Ellen Perez Arina Rodionova                     |
| 29.10.  | Toronto                                            | Quirine Lemoine           | Sharon Fichman Maria Sanchez                    |
| 29.10.  | Liuzhou                                            | Wang Yafan                | Eudice Chong Ye Qiuyu                           |
| 29.10.  | Nantes                                             | Timea Bacsinszky          | Estelle Cascino Elixane Lechemia                |
| 29.10.  | Wirral                                             | Diāna Marcinkēviča        | Freya Christie Walerija Sawinych                |
| 29.10.  | Santa Margherita di Pula                           | Walentina Iwachnenko      | Cristina Dinu Andreea Mitu                      |
| 29.10.  | Petingen                                           | Mandy Minella             | Anastassija Pribylowa Nina Stojanović           |
| 29.10.  | Sant Cugat del Vallès                              | Olga Sáez Larra           | Miriam Bianca Bulgaru Nicoleta-Cătălina Dascălu |
| 29.10.  | Scharm asch-Schaich                                | Anna Morgina              | Ola Abou Zekry Linda Prenkovic                  |
| 29.10.  | Iraklio                                            | Xenia Knoll               | Oana Gavrilă Maya Tahan                         |
| 29.10.  | Mexiko-Stadt                                       | Anastasiya Rychagova      | Jessica Hinojosa Gómez Anastasiya Rychagova     |
| 29.10.  | Lousada                                            | Francisca Jorge           | Olga Parres Azcoitia Ioana Loredana Roșca       |
| 29.10.  | Stockholm                                          | Anastasia Kulikova        | Anna Machorkina Oona Orpana                     |
| 29.10.  | Nonthaburi                                         | Lee Hua-chen              | Chompoothip Jundakate Lee Hua-chen              |
| 29.10.  | Monastir                                           | Angelica Raggi            | Tamara Čurović Eliessa Vanlangendonck           |
| 29.10.  | Antalya                                            | Marta Lesniak             | Ioana Gaspar Gabriela Nicole Tătăruș            |

### November
| Datum 1 | Turnierort                       | Siegerin Einzel                             | Siegerinnen Doppel                            |
| ------- | -------------------------------- | ------------------------------------------- | --------------------------------------------- |
| 5.11.   | Shenzhen $100,000 Shenzhen 2018  | Ivana Jorović                               | Shūko Aoyama Yang Zhaoxuan                    |
| 5.11.   | Las Vegas Red Rock Pro Open 2018 | Belinda Bencic                              | Asia Muhammad Maria Sanchez                   |
| 5.11.   | Colina                           | Xu Shilin                                   | Quinn Gleason Luisa Stefani                   |
| 5.11.   | Minsk                            | Julija Hatouka                              | Ilona Kremen Iryna Shymanovich                |
| 5.11.   | Shrewsbury                       | Maia Lumsden                                | Sarah Beth Grey Olivia Nicholls               |
| 5.11.   | Lawrence                         | Caty McNally                                | Vladica Babić Ena Shibahara                   |
| 5.11.   | Cúcuta                           | María Camila Osorio Serrano                 | María Paulina Pérez García Paula Pérez García |
| 5.11.   | Scharm asch-Schaich              | Anastasija Shoshyna                         | Anna Morgina Anastasija Shoshyna              |
| 5.11.   | Iraklio                          | Anna Ureke                                  | Anna Arkadianou Elina Nepli                   |
| 5.11.   | Cordenons                        | Anastasia Grymalska                         | Lucia Bronzetti Anastasia Grymalska           |
| 5.11.   | Vinaròs                          | Alina Tscharajewa                           | Gemma Lairon Navarro Rosa Vicens Mas          |
| 5.11.   | Nonthaburi                       | Lee Hua-chen                                | Chompoothip Jundakate Tamachan Momkoonthod    |
| 5.11.   | Monastir                         | Jacqueline Cabaj Awad                       | Mia Nicole Eklund Bojana Marinkovic           |
| 5.11.   | Antalya                          | Daria Snihur                                | Ágnes Bukta Dia Ewtimowa                      |
| 12.11.  | Muzaffarnagar                    | Natalija Kostić                             | Aldila Sutjiadi Wang Danni                    |
| 12.11.  | Norman, OK                       | Bianca Andreescu                            | Vladica Babić Ena Shibahara                   |
| 12.11.  | Villa del Dique                  | Fernanda Brito                              | Bárbara Gatica Rebeca Pereira                 |
| 12.11.  | Scharm asch-Schaich              | Anastassija Pribylowa                       | Weronika Falkowska Daria Kuczer               |
| 12.11.  | Iraklio                          | Oleksandra Oliynykova                       | Anna Jakowlewa Ani Wangelowa                  |
| 12.11.  | Castellón                        | Turnier wegen schlechtem Wetter abgebrochen | Turnier wegen schlechtem Wetter abgebrochen   |
| 12.11.  | Nonthaburi                       | Nudnida Luangnam                            | Nudnida Luangnam Varunya Wongteanchai         |
| 12.11.  | Monastir                         | Ilona Georgiana Ghioroaie                   | Tamara Čurović Dominique Karregat             |
| 12.11.  | Antalya                          | Naho Satō                                   | Lisa Ponomar Naho Satō                        |
| 19.11.  | Scharm asch-Schaich              | Arina Gabriela Vasilescu                    | Jenny Dürst Fiona Ganz                        |
| 19.11.  | Solarino                         | Amanda Carreras                             | Catalina Pella Miriana Tona                   |
| 19.11.  | Stellenbosch                     | Jekaterina Makarowa                         | Maya Tahan Eva Vedder                         |
| 19.11.  | Nules                            | Elisabetta Cocciaretto                      | Cristina Bucsa Claudia Hoste Ferrer           |
| 19.11.  | Monastir                         | Ilona Georgiana Ghioroaie                   | Chiara Grimm Chiara Scholl                    |
| 19.11.  | Antalya                          | Ayla Aksu                                   | Georgia Crăciun Oana Georgeta Simion          |
| 26.11.  | Pune                             | Tamara Zidanšek                             | Ankita Raina Karman Kaur Thandi               |
| 26.11.  | Milovice                         | Lara Salden                                 | Darja Kruschkowa Lara Salden                  |
| 26.11.  | Kairo                            | Sandra Samir                                | Nika Radišić Joanne Züger                     |
| 26.11.  | Solarino                         | Catalina Pella                              | Lou Adler Noelia Zeballos                     |
| 26.11.  | Stellenbosch                     | Jekaterina Makarowa                         | Maya Tahan Eva Vedder                         |
| 26.11.  | Hua Hin                          | Nudnida Luangnam                            | Nudnida Luangnam Bunyawi Thamchaiwat          |
| 26.11.  | Monastir                         | Leonie Küng                                 | Tamara Čurović Silvia Njirić                  |
| 26.11.  | Antalya                          | Turnier wegen schlechtem Wetter abgebrochen | Turnier wegen schlechtem Wetter abgebrochen   |

### Dezember
| Datum 1 | Turnierort                             | Siegerin Einzel     | Siegerinnen Doppel |
| ------- | -------------------------------------- | ------------------- | --- |
| 3.12.   | Solapur                                | Marina Melnikowa    | Miyabi Inoue Lu Jiajing |
| 3.12.   | Bogotá                                 | Allura Zamarripa    | Allura Zamarripa Maribella Zamarripa                                                                                              |
| 3.12.   | Jablonec nad Nisou                     | Lara Salden         | Karolína Beránková Barbora Miklová                                                                                                |
| 3.12.   | Kairo                                  | Wiktorija Dema      | Minami Akiyama Wiktorija Dema |
| 3.12.   | Solarino                               | Lou Adler           | Catalina Pella Miriana Tona |
| 3.12.   | Stellenbosch                           | Jekaterina Makarowa | Madison Westby Amy Zhu |
| 3.12.   | Hua Hin                                | Nudnida Luangnam    | Nadia Ravita Aldila Sutjiadi |
| 3.12.   | Monastir                               | Leonie Küng         | Tamara Čurović Chiara Scholl |
| 3.12.   | Antalya                                | Ioana Gaspar        | Jewgenija Burdina/ Jekaterina Owtscharenko gegen Alise Čerņecka/ Oona Orpana Das Finale wurde beim Stand von 1:6, 1:0 abgebrochen |
| 10.12.  | Dubai Al Habtoor Tennis Challenge 2018 | Peng Shuai          | Alena Fomina Walentina Iwachnenko                                                                                                 |
| 10.12.  | Pune                                   | Walerija Sawinych   | Beatrice Gumulya Ana Veselinović                                                                                                  |
| 10.12.  | Dschibuti                              | Noa Liauw a Fong    | Celestine Avomo Ella Elena Gemović                                                                                                |
| 10.12.  | Kairo                                  | Anastasija Shoshyna | Selma Stefania Cadar Nika Radišić                                                                                                 |
| 10.12.  | Solarino                               | Júlia Payola        | Veronika Erjavec Kristina Novak                                                                                                   |
| 10.12.  | Monastir                               | Claudia Giovine     | Angelica Raggi Aurora Zantedeschi                                                                                                 |
| 10.12.  | Antalya                                | Jewgenija Burdina   | Darja Mischina Anastassija Suchotina                                                                                              |
| 17.12.  | Navi Mumbai                            | Barbara Haas        | Albina Xabibulina Jekaterina Jaschina                                                                                             |
| 17.12.  | Dschibuti                              | Noa Liauw a Fong    | Merel Hoedt Noa Liauw a Fong |
| 17.12.  | Ortisei                                | Simona Waltert      | Veronika Erjavec Kristina Novak                                                                                                   |
| 17.12.  | Monastir                               | Claudia Giovine     | Chiara Scholl Alicia Smith |
| 17.12.  | Antalya                                | Darja Mischina      | Anastassija Pribylowa Anna Pribylowa                                                                                              |